# Laurent Bocquet
Pour les articles homonymes, voir Bocquet.
Œuvres principales
Les Hussards (1773)
Laurent Bocquet est un danseur, chorégraphe et maître de ballet français du XVIIIe siècle.
Danseur à Turin en 1762, il devient maître de ballet au Théâtre de la Monnaie de Bruxelles de 1772 à 1777. Il remplace Antoine Pitrot en cours de saison et, le 27 janvier 1772, il donne son premier ballet : Le Triomphe de l'Amour et des Grâces. On lui doit également Le Port de Londres (8 septembre 1773) et Les Hussards (20 octobre 1773).
Durant la saison 1776-1777, il donne encore huit autres ballets et partage son emploi avec Auguste Fisse.
Le contrat passé le 17 février 1772 avec les directeurs du théâtre Ignaz Vitzthumb et Louis Compain précise que Bocquet est engagé en qualité de maître de ballet, ainsi que « pour éduquer et former ceux que nous destinons pour figurer, chanter dans l'opéra les rôles qui seront jugés lui convenir, et dans la comédie des accessoires ».